# 平成25年台風第30号
平成25年台風第30号（へいせい25ねんたいふうだい30ごう、アジア名：ハイエン / Haiyan、フィリピン名：ヨランダ）は、2013年11月4日にトラック諸島近海で発生し、その後フィリピン中部を横断して、レイテ島等に暴風雨や高潮等による甚大な被害を出した台風である。この台風による死者・行方不明者の数は8,000人を超え、近年のフィリピンにおける災害史上最大級の災害となった。中心気圧895hPa・最大風速65m/s・最大瞬間風速90m/sの「スーパー台風」であったこの台風は、台風常襲国であるフィリピンの歴史でも、規模・被害ともに過去最大級であり、見通しの甘さや対応の遅れを批判された当時の大統領ベニグノ・アキノも「国家的大惨事 (national calamity) 」と認めた。

## 概要

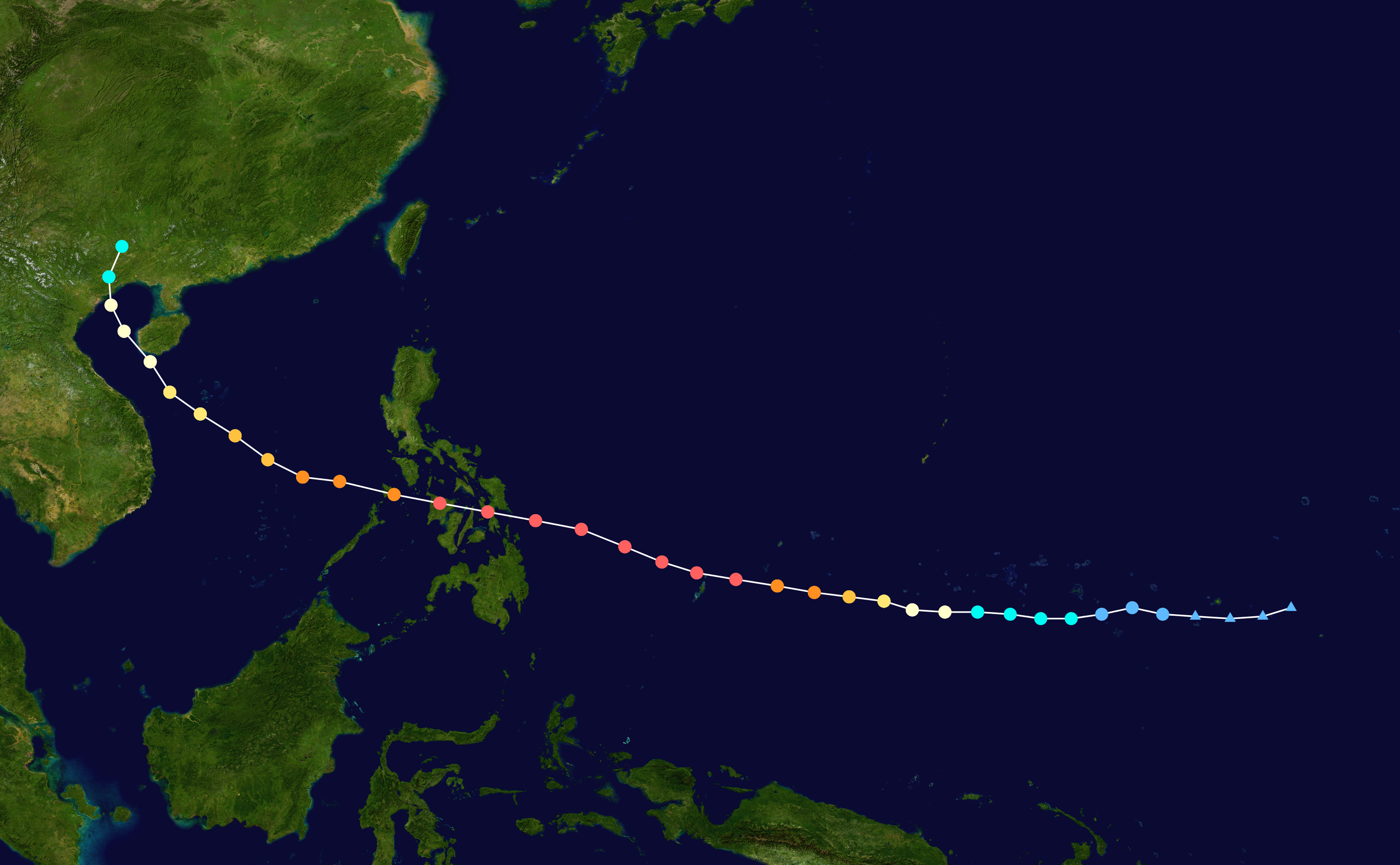
進路図

2013年11月3日、合同台風警報センター（JTWC）は、ミクロネシア連邦付近で発生した熱帯低気圧について、熱帯低気圧番号31Wを付番した。31Wは4日9時（JST）に、トラック諸島近海（北緯6度5分・東経152度10分）で台風30号となり、アジア名「ハイエン（Haiyan）」と命名された。命名国は中国で、うみつばめ（海燕）を意味する。台風の当初の中心気圧は1002 hPaであったが、太平洋上を西に進みながら11月5日から6日にかけての24時間で中心気圧は40 hPa低下、中心付近で風速45 メートル毎秒に達するなど急速に成長し、規模は小さいながら「非常に強い台風」となって6日にはカロリン諸島を通過、7日にはパラオを経由してフィリピンに向かって接近し、フィリピン大気地球物理天文局（PAGASA）の管轄する領域に進入したため、フィリピン名「ヨランダ（Yolanda）」と命名された。
11月5日夜から6日夜にかけての24時間で、中心気圧が65 hPa低下して905 hPaに達し、6日21時には中心付近で風速60 メートル毎秒、最大瞬間風速85 メートル毎秒の「猛烈な台風」となってフィリピン海を西北西に進んでミンダナオ島に接近。7日21時、更に中心気圧が下がって895 hPaに達し、中心付近で風速65 メートル毎秒、最大瞬間風速90 メートル毎秒と観測史上例をみない勢力となった。台風は現地時間8日午前4時40分（日本時間5時40分）頃にフィリピン中部のサマール島に上陸。サマール島からレイテ島、パナイ島とフィリピン中部ビサヤ諸島を横断して南シナ海へ抜ける進路を取った。なお、8日朝の時点での勢力について合同台風警報センターは最大風速87.5 メートル毎秒、最大瞬間風速105 メートル毎秒としている。
台風は8日夕方までに若干勢力を弱めながらも「猛烈な台風」の規模を維持したままスールー海に達し、南シナ海を西に進んで10日にはベトナム中部に接近すると見られていたが、進路を北西に変えながら10日18時の時点でトンキン湾を経由して、現地時間11日午前5時にベトナム北部・クアンニン省に上陸したのち、中国・華南地方の広西チワン族自治区に達し、11日15時(協定世界時11日6時)に北緯22.4度・東経107.7度地点で熱帯低気圧に変わった。
なお、この台風の中心気圧は、サマール島に上陸する直前の11月7日深夜（現地時間）に、一時的に860hPaという、史上最低の気圧を記録した1979年の台風20号の、870hPaよりもさらに低くなった可能性があることが判明。その理由としては、上陸する直前になって一時的に急に衰退を始めた台風であったことと、陸上では既に、910 hPaという気圧の正式記録が残っていることである。仮にこれが世界気象機関（WMO）に認められた場合、1979年の台風20号を抜き、最低気圧の世界記録が更新されることとなる。調査を開始したのが2017年11月末からであるため、2020年以降に記録が出るとみられる。
| 順位 | 台風               | 国際名  | 年     | 最大風速 (kt) |
| ---- | ------------------ | ------- | ------ | ------------- |
| 1    | 昭和54年台風第20号 | Tip     | 1979年 | 140           |
| 2    | 平成25年台風第30号 | Haiyan  | 2013年 | 125           |
| 2    | 平成22年台風第13号 | Megi    | 2010年 | 125           |
| 2    | 昭和57年台風第10号 | Bess    | 1982年 | 125           |
| 5    | 令和3年台風第2号   | Surigae | 2021年 | 120           |
| 5    | 令和2年台風第19号  | Goni    | 2020年 | 120           |
| 5    | 平成28年台風第14号 | Meranti | 2016年 | 120           |
| 5    | 平成3年台風第28号  | Yuri    | 1991年 | 120           |
| 5    | 平成2年台風第19号  | Flo     | 1990年 | 120           |
| 5    | 昭和61年台風第3号  | Lola    | 1986年 | 120           |
| 5    | 昭和60年台風第22号 | Dot     | 1985年 | 120           |
| 5    | 昭和59年台風第22号 | Vanessa | 1984年 | 120           |
| 5    | 昭和58年台風第5号  | Abby    | 1983年 | 120           |
| 5    | 昭和57年台風第21号 | Mac     | 1982年 | 120           |
| 5    | 昭和56年台風第22号 | Elsie   | 1981年 | 120           |
| 5    | 昭和55年台風第19号 | Wynne   | 1980年 | 120           |
| 5    | 昭和53年台風第26号 | Rita    | 1978年 | 120           |

| 順位 | 台風                             | 国際名  | 年     | 最大風速 (kt) |
| ---- | -------------------------------- | ------- | ------ | ------------- |
| 1    | 第2室戸台風 (昭和36年台風第18号) | Nancy   | 1961年 | 185           |
| 2    | 昭和36年台風第24号               | Violet  | 1961年 | 180           |
| 2    | 昭和30年台風第28号               | Ruth    | 1955年 | 180           |
| 4    | 狩野川台風 (昭和33年台風第22号)  | Ida     | 1958年 | 175           |
| 5    | 令和3年台風第2号                 | Surigae | 2021年 | 170           |
| 5    | 令和2年台風第19号                | Goni    | 2020年 | 170           |
| 5    | 平成28年台風第14号               | Meranti | 2016年 | 170           |
| 5    | 平成25年台風第30号               | Haiyan  | 2013年 | 170           |
| 5    | 昭和41年台風第4号                | Kit     | 1966年 | 170           |
| 5    | 昭和39年台風第34号               | Opal    | 1964年 | 170           |
| 5    | 昭和39年台風第18号               | Sally   | 1964年 | 170           |
| 5    | 昭和34年台風第9号                | Joan    | 1959年 | 170           |

## 影響・被害

### パラオ
死者こそ無かったが、7日早朝に至近を通過した台風の強風と高潮によって旧首都のコロールやバベルダオブ島で多くの建物と電力網・水道が被害を受けた。また、カヤンゲル島では住居・公共施設を含むほとんどの建物が全壊。これらの被害に伴い、8日には全土に非常事態宣言が発令された。

### フィリピン
台風は11月8日早朝にフィリピン中部に上陸したが、従来の台風のように上陸後に勢力は殆ど弱まらずおよそ900 hPaの勢力を約一日半維持し、その間フィリピン中部の島々は60 m/s以上の竜巻に匹敵するような強風と台風による局地的な低圧部による高潮に長時間襲われた。

PAGASAによる上陸時の気象レーダー映像。タクロバンを直撃する様子が捉えられている。

さらに湾の最奥部に位置する地形的要因や台風の進行方向右側の危険半円に位置した位置的要因、避難がしにくい早朝時という時間的要因などの理由によってレイテ島のタクロバンを中心に甚大に被害を引き起こした。
また、高潮を意味する現地語がなく、事前情報としてメディアや防災関係者は、殆どの現地住民が意味の分からなかった英語の「ストーム・サージ」をそのまま使って警告したため、不十分な避難情報と言葉の壁や住民の防災に関する意識の低さが、台風被害を拡大させたとの情報もある。
11月10日、レイテ州の警察は台風の進路にあった住宅や構造物の約70 - 80%が破壊され、死者が1万人に達するとの推定を発表。また、レイテ島西部のオルモックでも建物の90パーセントが全半壊するなどの被害が出た。被災地を訪れた国連関係者は、2004年スマトラ島沖地震以来の被害と述べた。
11月11日、フィリピン政府は、総人口の1割に当たる約967万人が被災したと発表。タクロバンでは食料や金銭の略奪が発生したことから、ベニグノ・アキノ大統領は、非常事態宣言を発令した。高潮の被害を受けたタクロバン空港は、同日に小型機限定で運用を再開したが、避難を求める地元住民が殺到するなど混乱した。

11月12日、レイテ島における被災者による略奪などで、急速に治安が悪くなっていることを受けて、マル・ロハス内務自治大臣は、タクロバンに夜間外出禁止令を発令、フィリピン陸軍の装甲車両を派遣して、略奪や強盗を最大限抑え込み、治安回復を図って災害救援を加速させる方針を発表した。また、刑務所の壁が壊れるなどしたため、フィリピン全体で181人の受刑者が刑務所から脱走。11月17日までに、フィリピン国家警察は45人を拘束した。
その後レイテ島では、食料や水の不足に加え治安の悪化から、島外に脱出しようとする市民が急増。フィリピン海軍は、被災者のうち、希望する者を輸送艦でセブ島など比較的安全な地域に運んでいる。しかし、フィリピン海軍の艦艇には、大規模な輸送に使える艦は少なく、被災者の輸送は進んでいない。
なお、死者数についてアキノ大統領は11月12日のCNNのインタビューで2,000 - 2,500人になるとの見方を示し、警察発表の死者1万人との推定を修正したが、国連人道問題調整室はフィリピン政府の報告として、13日時点で4,460人と発表。一方、フィリピン国家災害対策本部は死者数を3,631人と発表するなど、情報は混乱。フィリピン国家災害リスク削減管理委員会によるその後の集計では11月22日時点で死者5,000人を突破し、台風襲来から2ヶ年余が経過した2016年4月17日までの集計で死者6,300人、負傷者28,628人、行方不明者1,062人、被災者数1,600万人以上。家屋114万戸余が倒壊などの被害を受け、被害総額は896億ペソ以上（約2,036億円）に達した。

この台風上陸直後の11月12日には台風31号が上陸、翌年1月には台風1号により被災し、さらに翌年12月には台風22号が非常に強い勢力で上陸するなど、2014年や2015年も台風が接近や上陸を繰り返し、再建途上のフィリピンは更なる打撃を受けた。

台風通過後の被害の様子
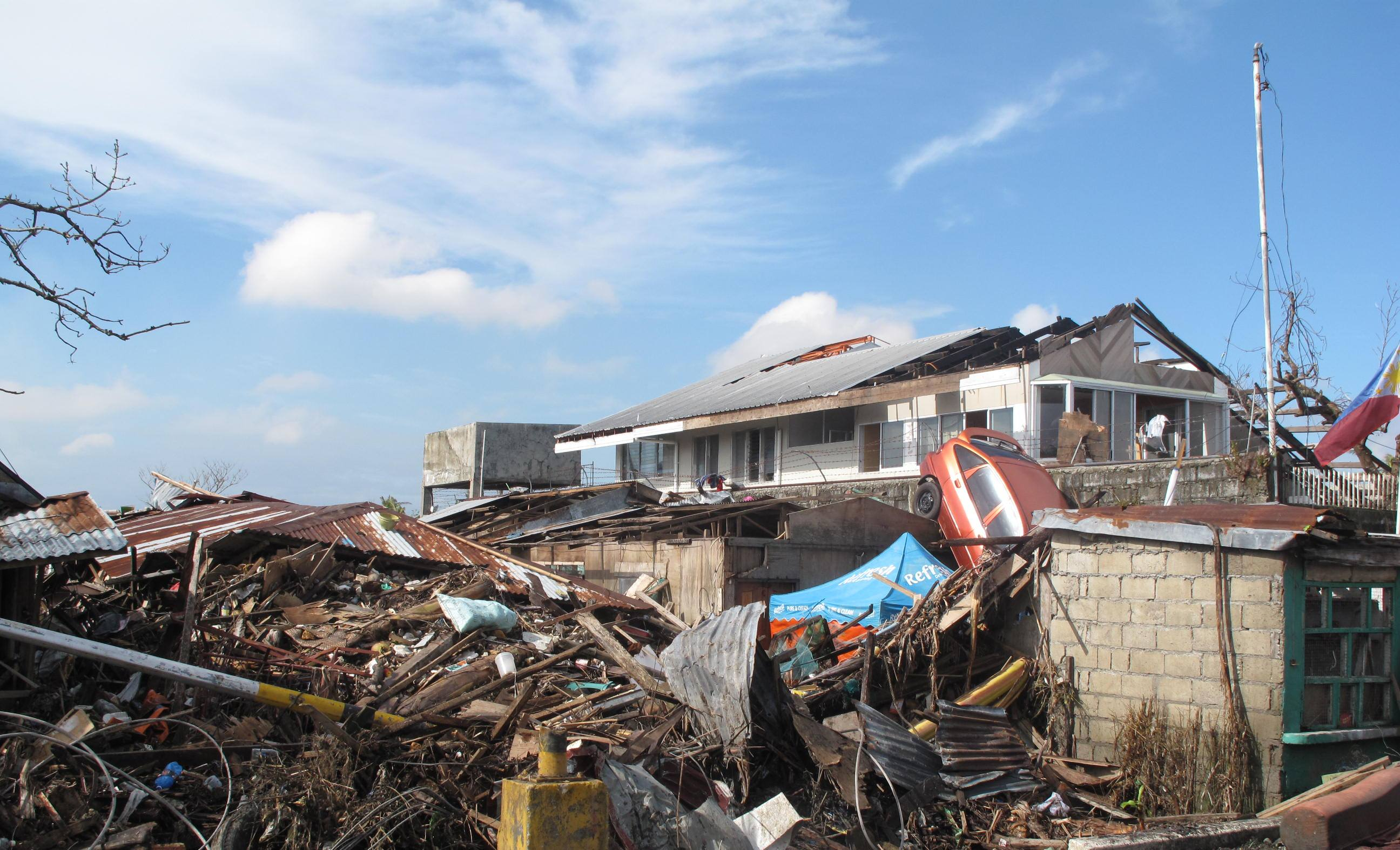
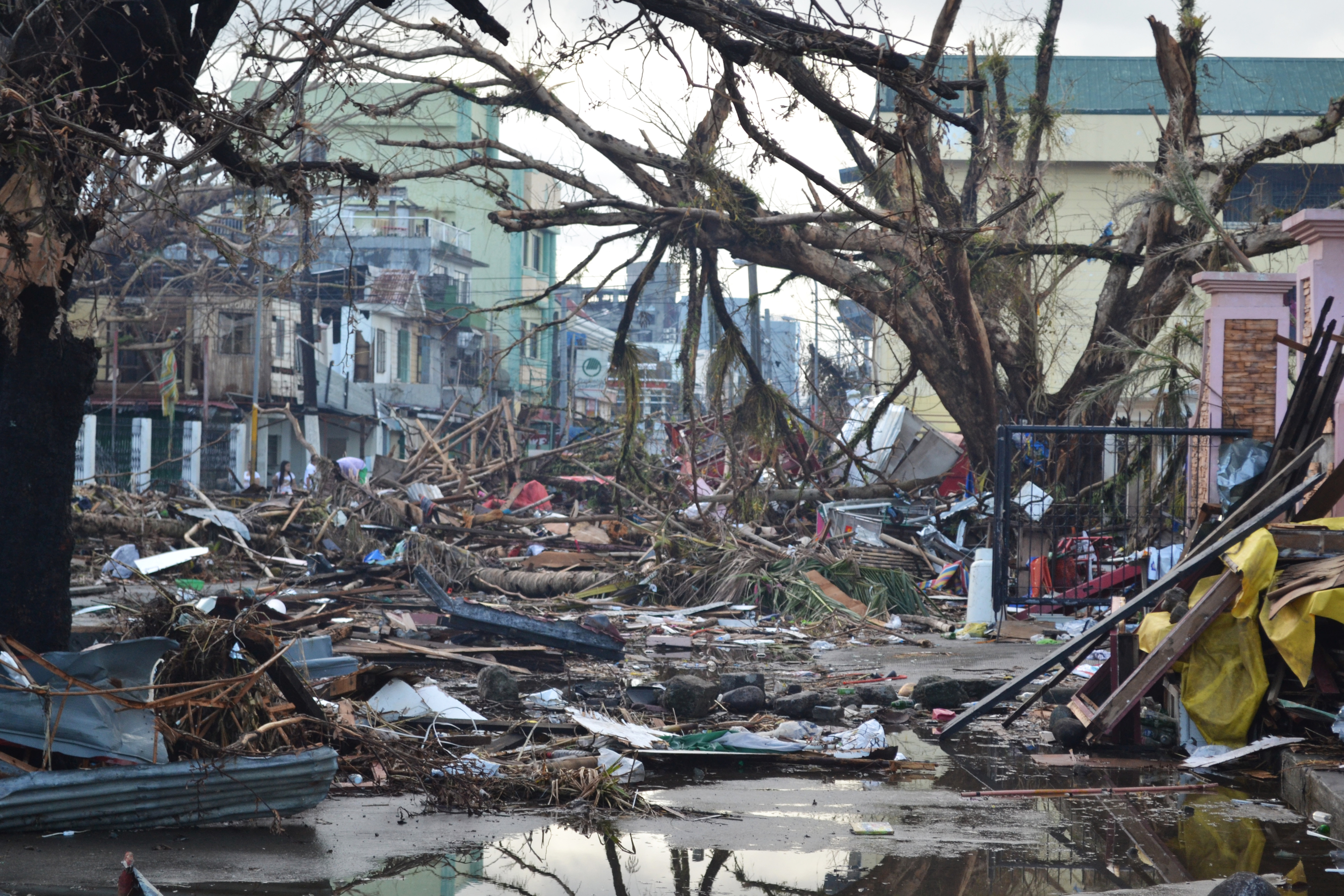
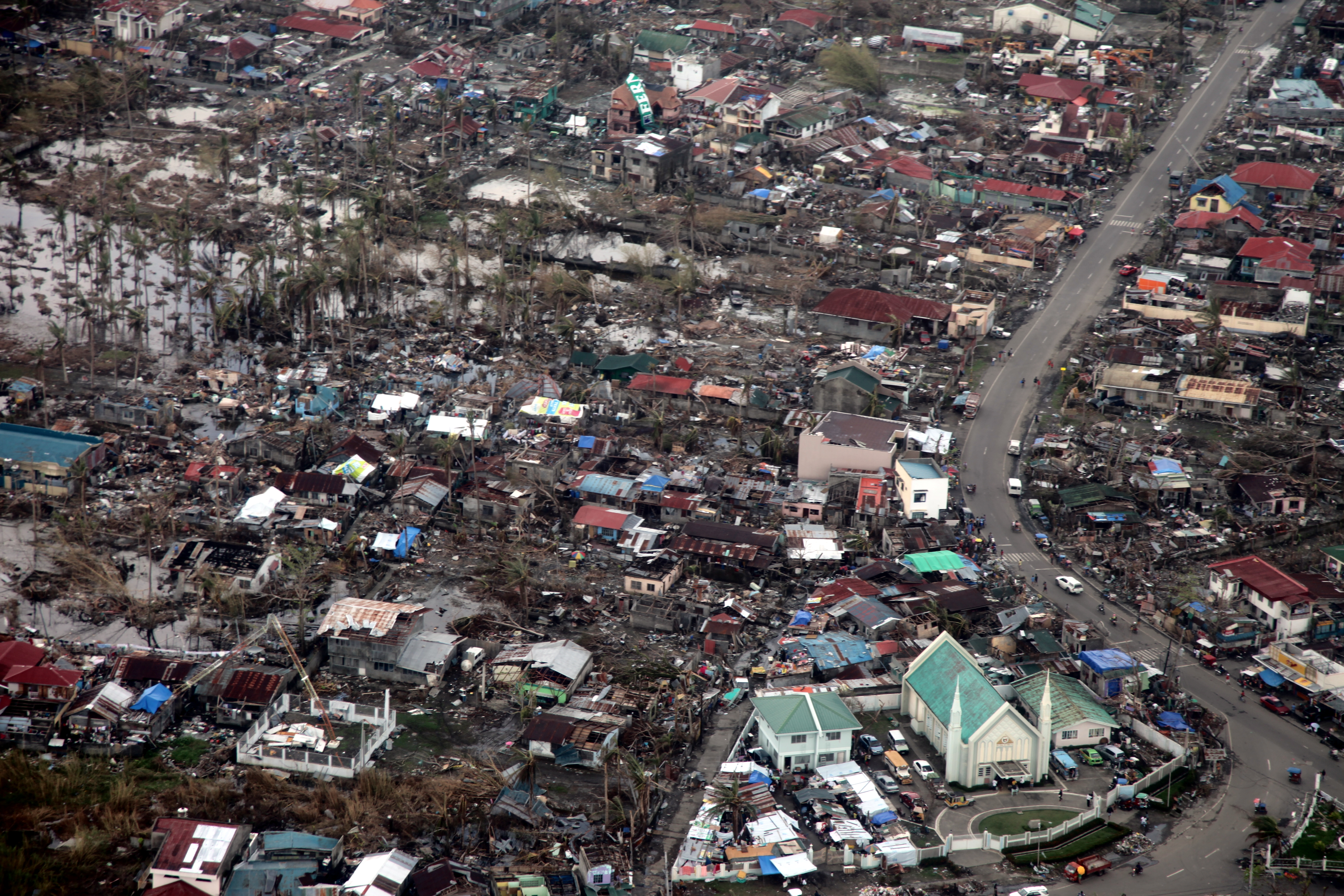
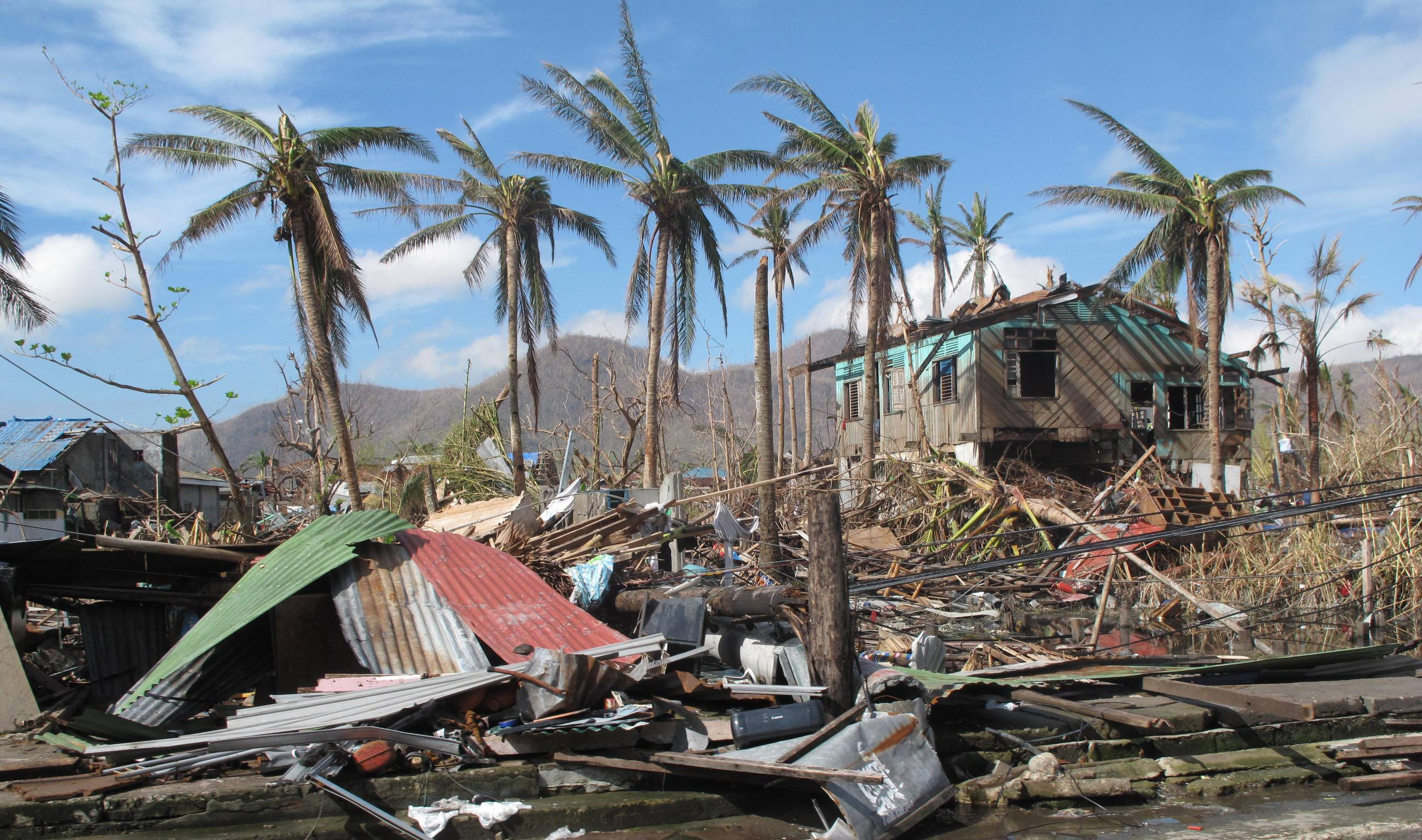
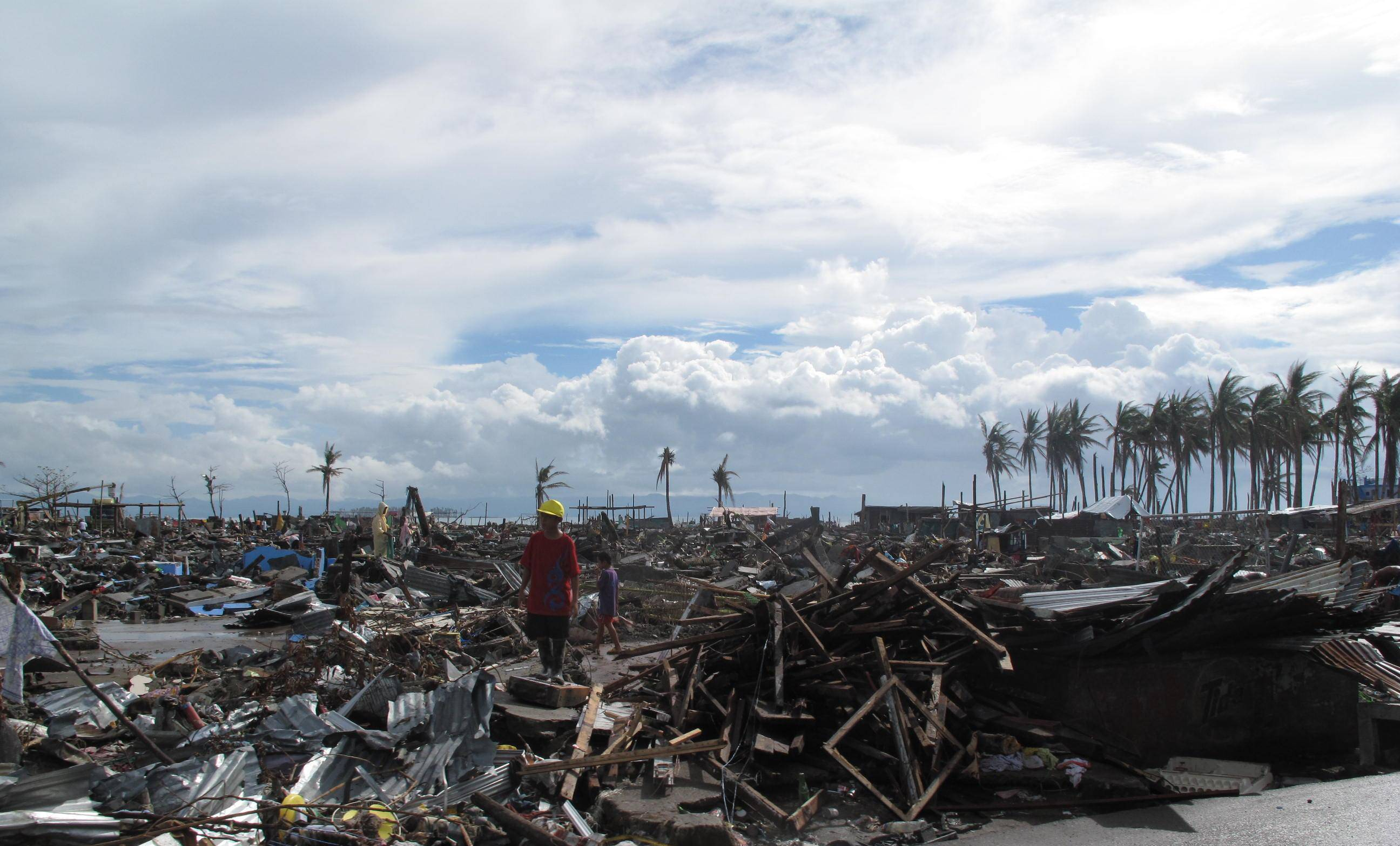
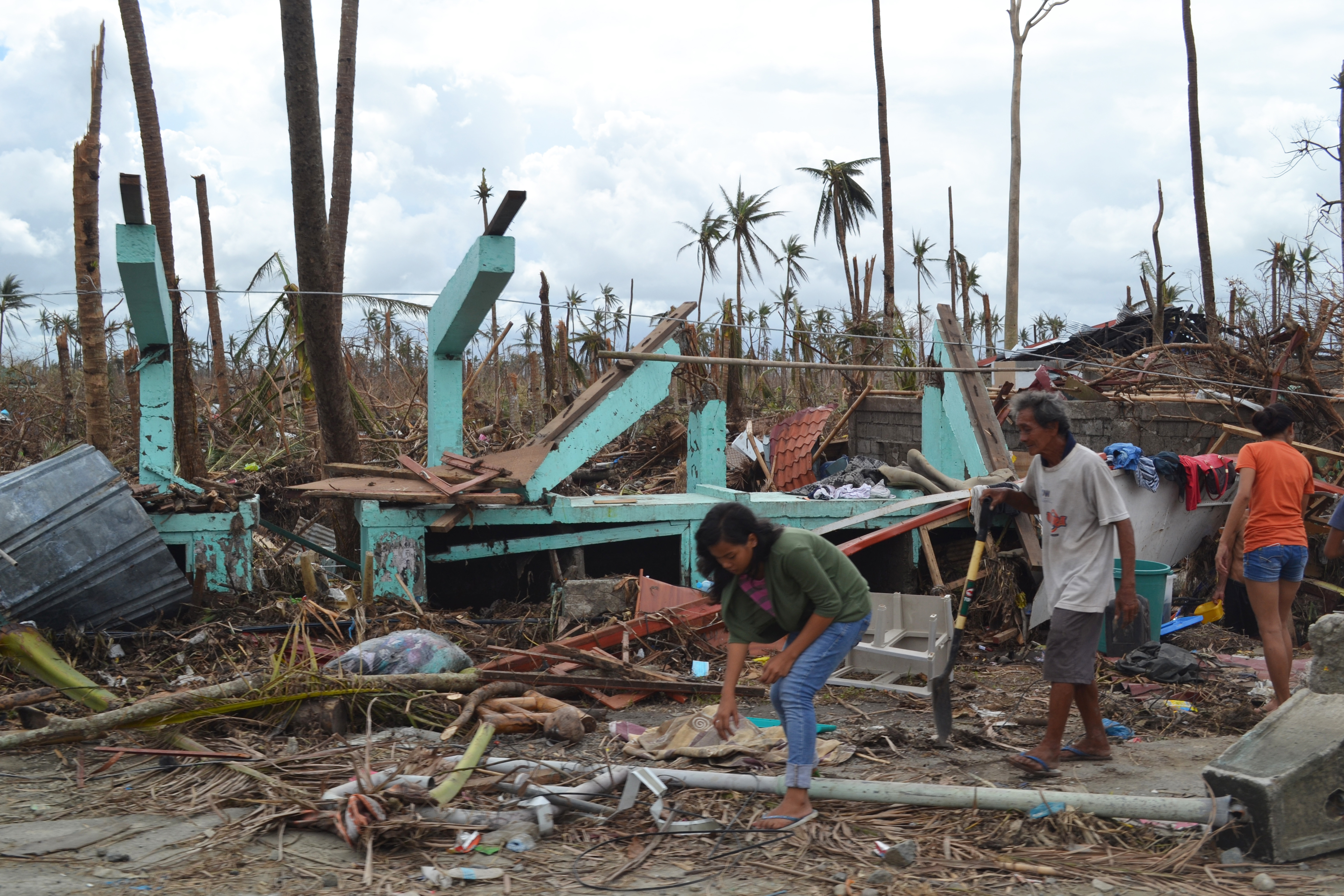
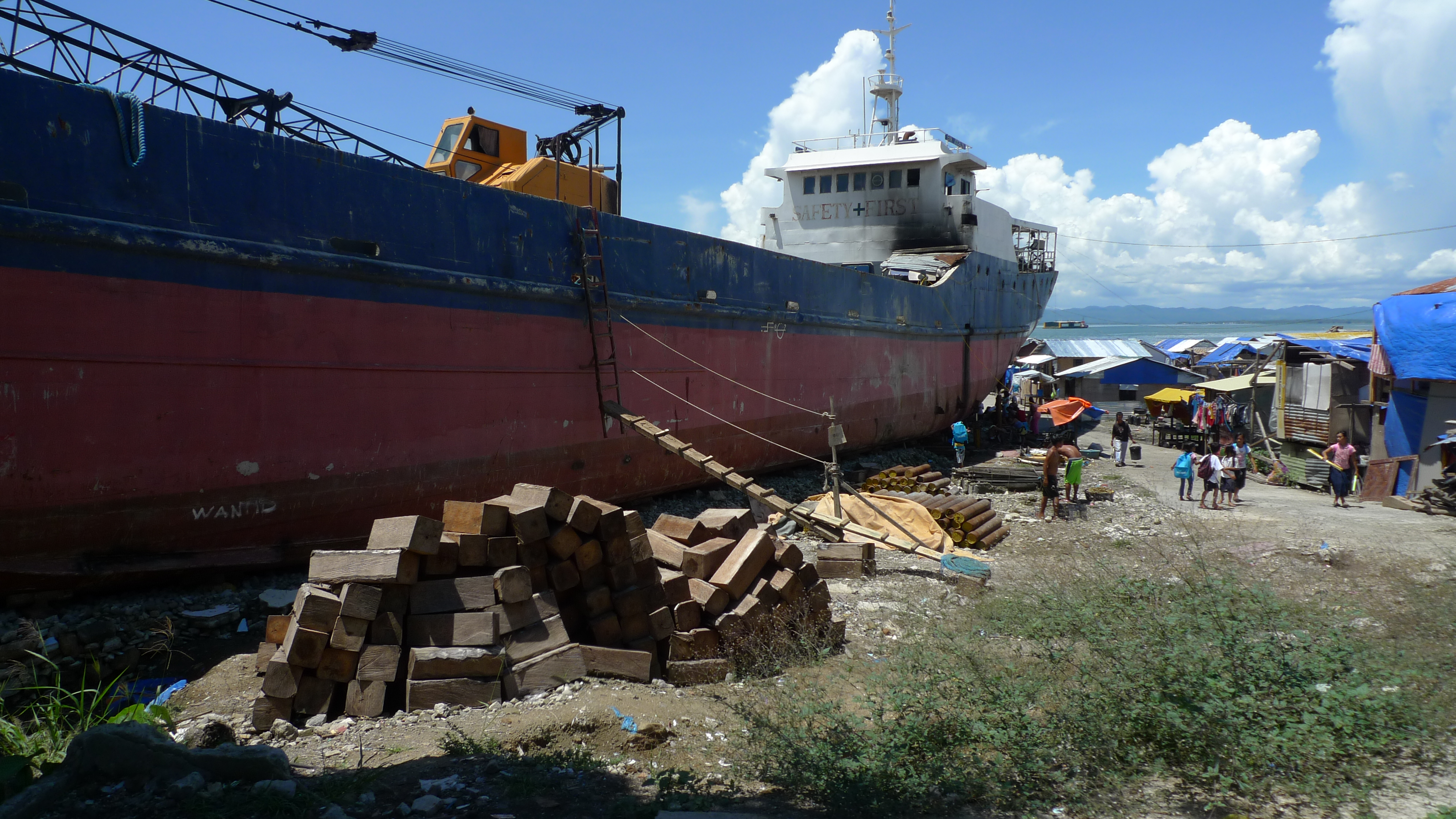
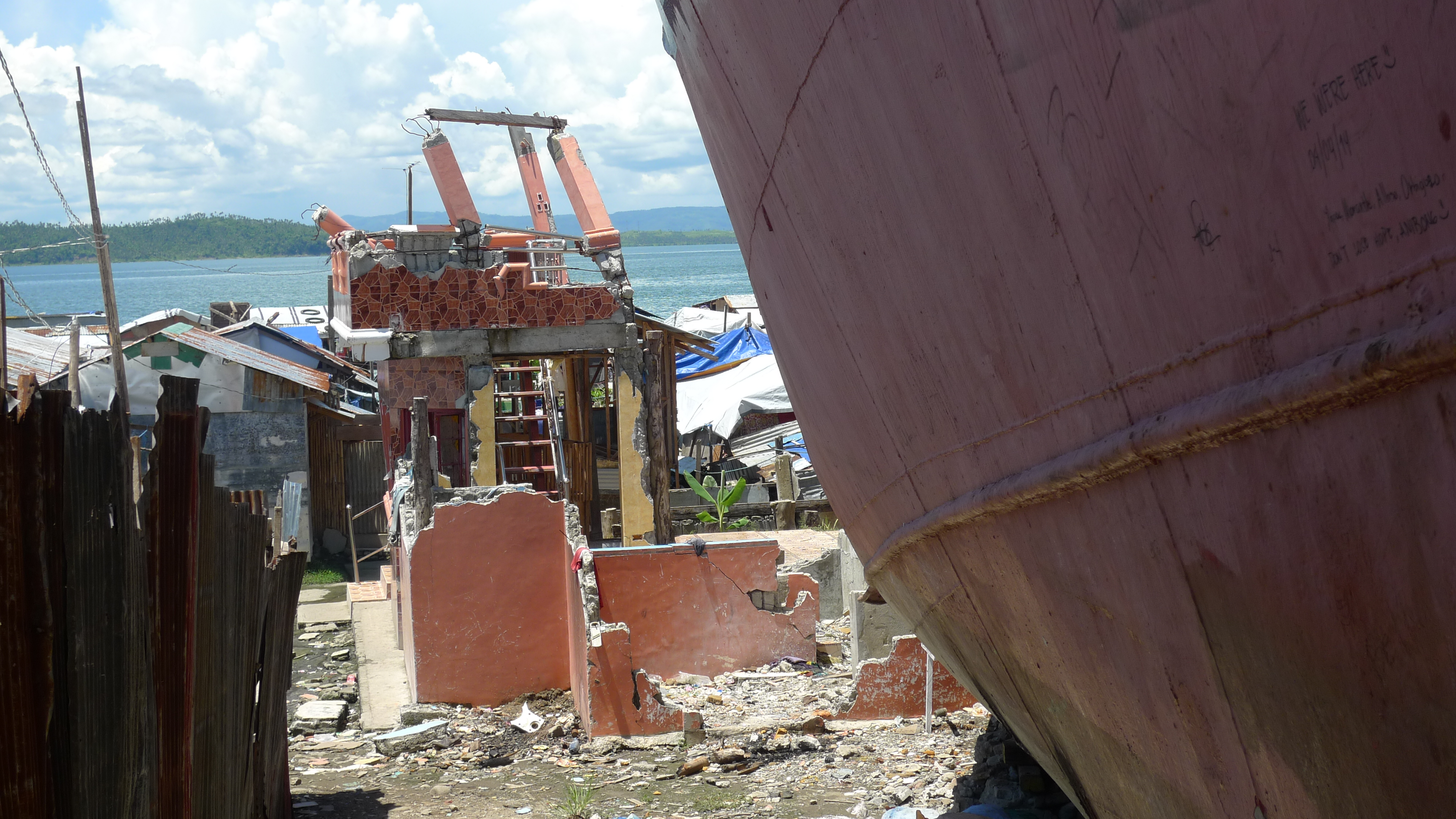
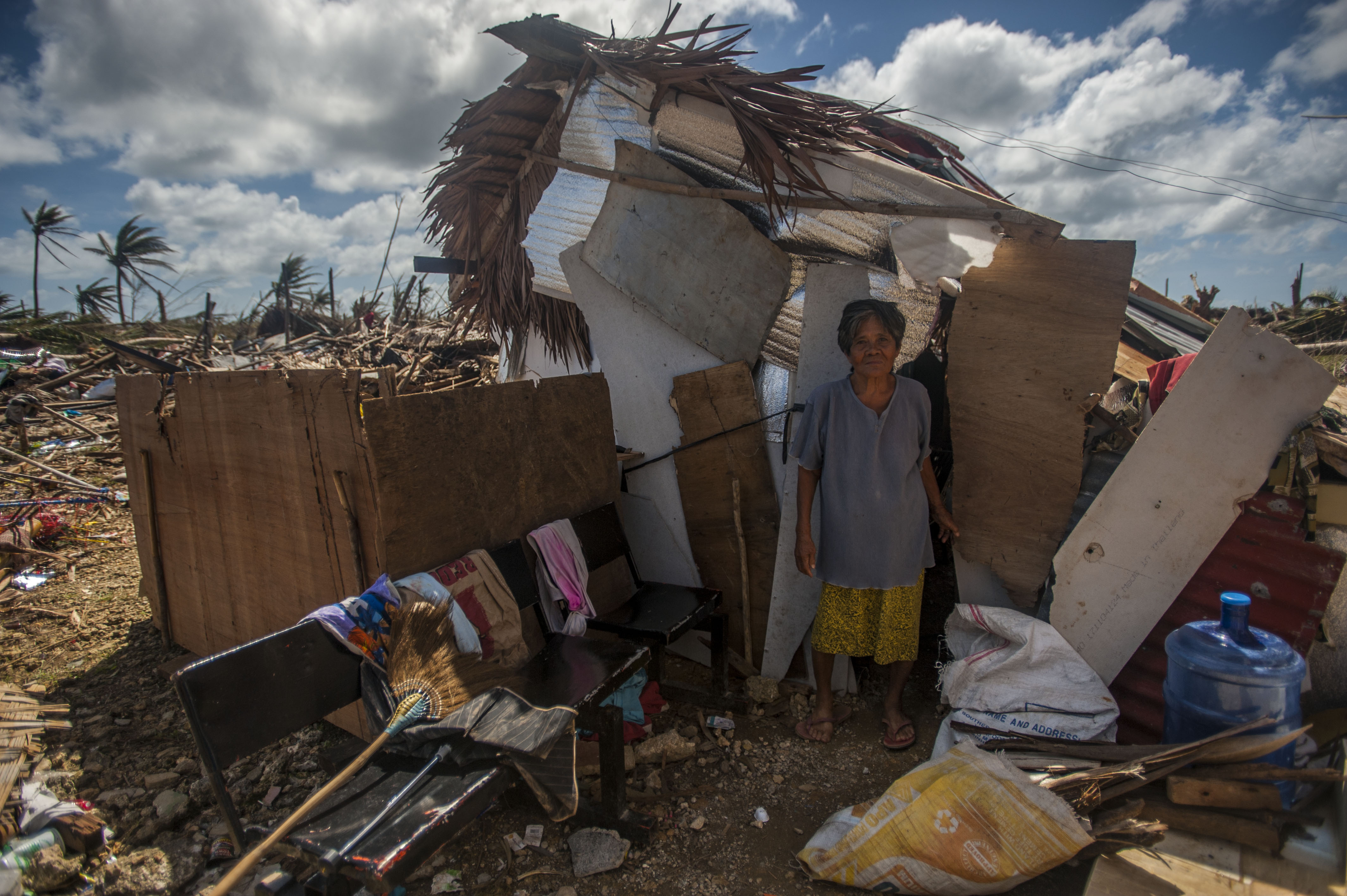
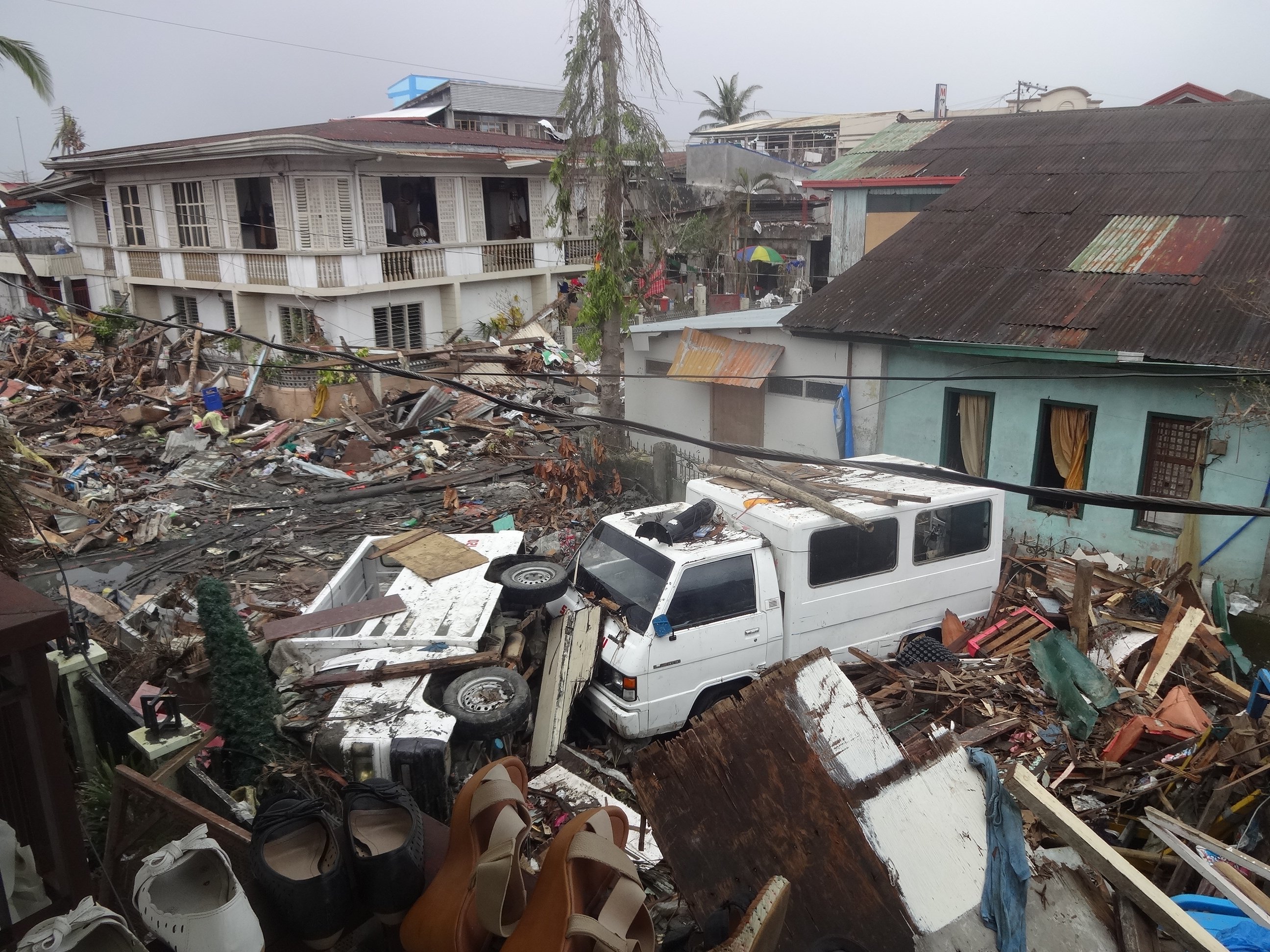
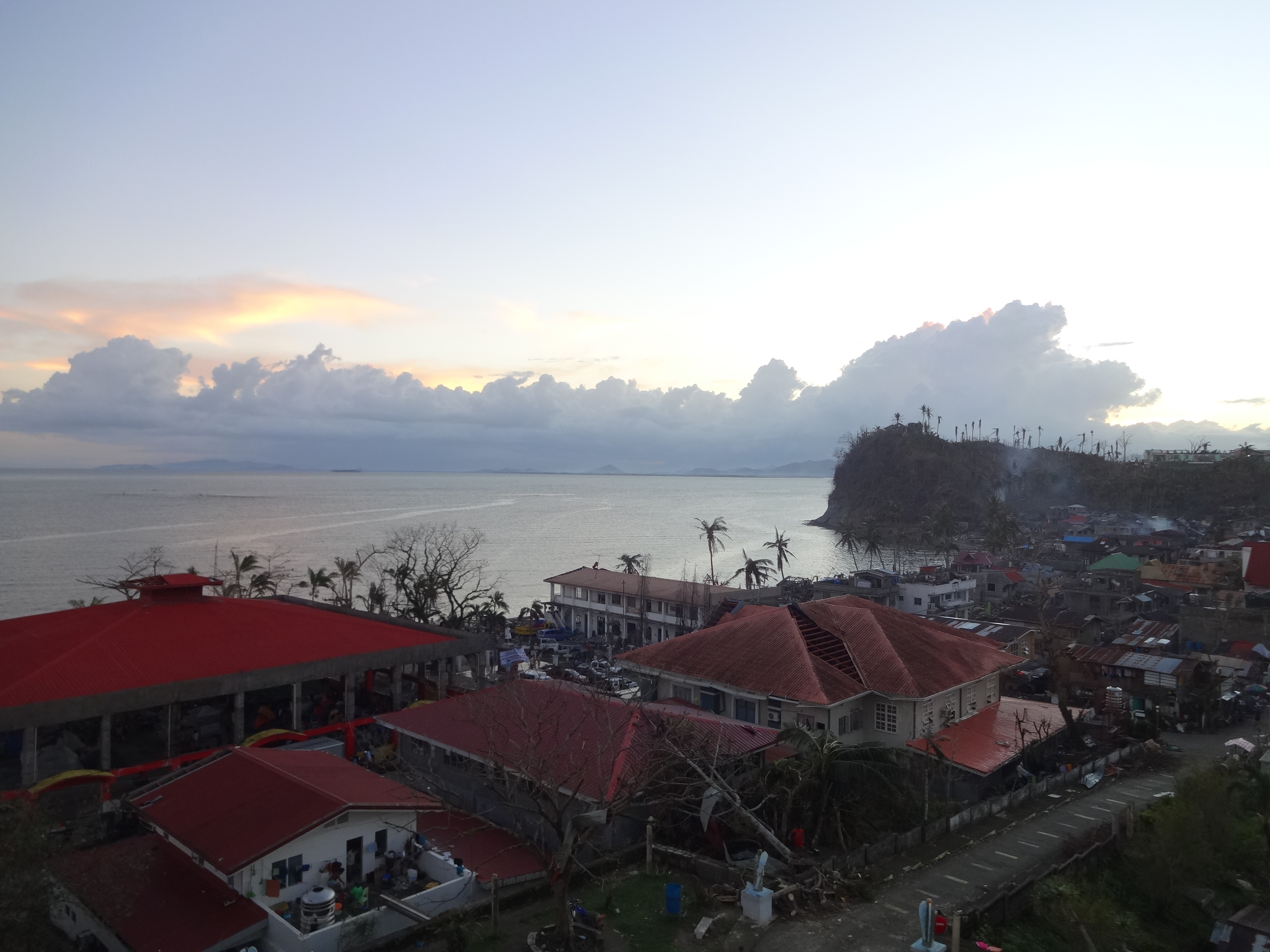

避難を求めてタクロバン基地に集まった住民（11月14日）
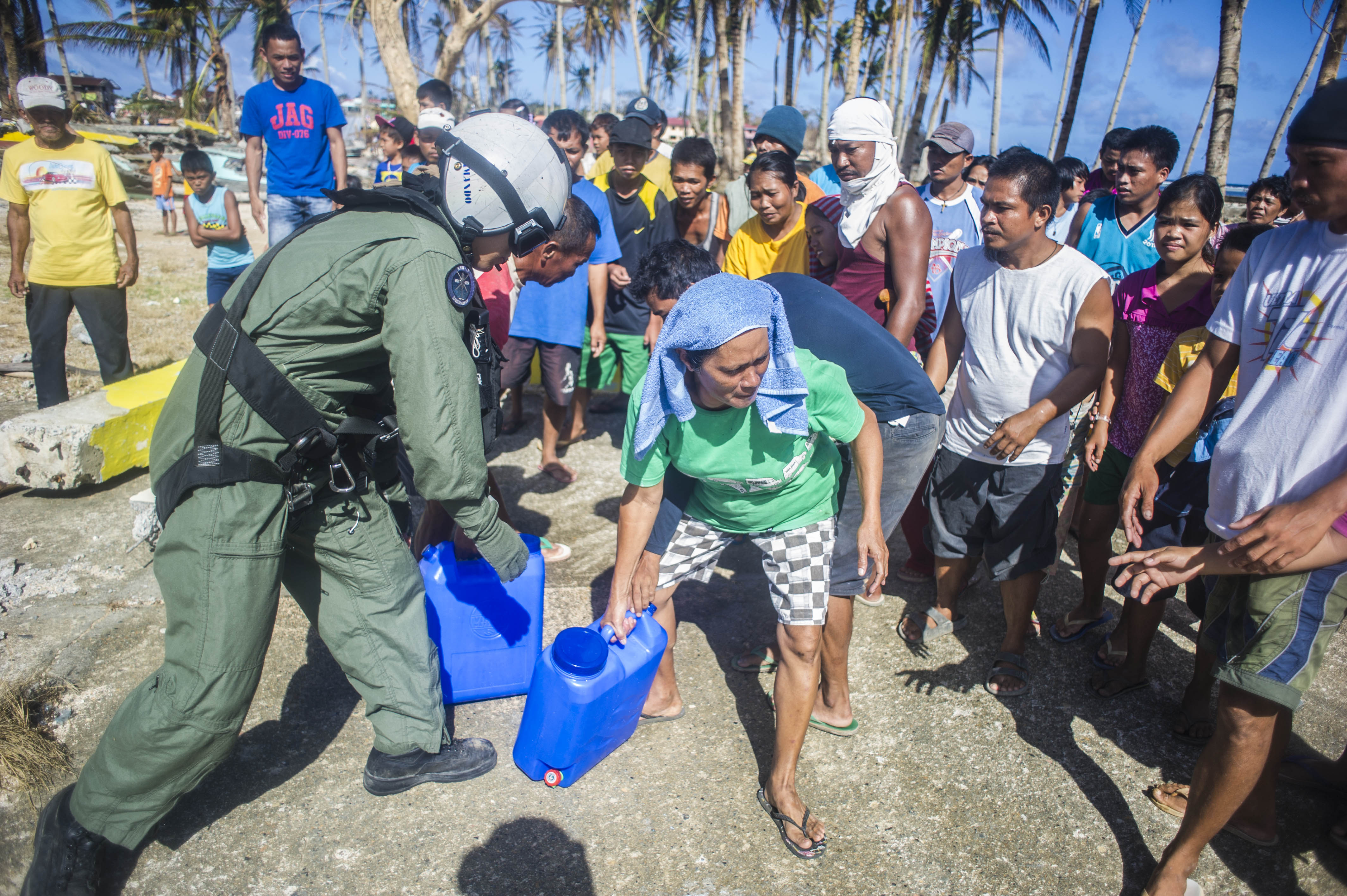
アメリカ兵から水を受け取る住民（11月16日）
MV-22B オスプレイに搭乗する避難民（11月16日）

### ベトナム
ベトナム中央暴風洪水管理委員会（CCFSC）によると台風に関連して10日までに6名が死亡した。13の省と市の住民858,579人・231,822世帯について避難が計画された。また、クアンガイ省では土曜夜までに128,000人の避難を行った。

### 中華人民共和国
中華人民共和国水利部は台風の接近に備えて4段階のうち上から2番目に高い警報を発令した。
海南省の海南島で落下した壁や看板に当たった歩行者3名が死亡し、貨物船の乗員7名が波にさらわれ2名が遺体で発見された。また広西チワン族自治区でも1人が水死した。

### 中華民国
中華民国（台湾）では、台風による高波の影響で、カキ養殖の筏が多数流され、台南市などで4 - 5億元（約13 - 17億円）の損害が出た。

## 各国政府・民間団体等による主な支援一覧
2013年11月21日現在判明分　特段記述がないものはフィリピンに対する支援
| 国名           | 装備 |
| -------------- | --- |
| アメリカ合衆国 | アメリカ海軍：空母ジョージ・ワシントン、揚陸艦アシュランド、揚陸艦ジャーマンタウン、病院船マーシー、巡洋艦カウペンス、巡洋艦アンティータム、駆逐艦マスティン、駆逐艦ラッセン、補給艦チャールズ・ドリュー、給油艦ユーコン、測量（海洋調査） 艦ボーディッチ、潜水艦母艦エモリーSランド、P-3C対潜哨戒機x3 · アメリカ海兵隊：KC-130給油輸送機x3、MV-22Bオスプレイx14 · アメリカ空軍：C-130輸送機複数機 |
| 日本           | 航空自衛隊：KC-767給油輸送機x2、C-130H輸送機x7、U-4多用途支援機x1 · 海上自衛隊：ヘリ護衛艦いせ、輸送艦おおすみ、補給艦とわだ、SH-60K · 陸上自衛隊：CH-47輸送ヘリ、UH-1多用途ヘリ各3機 |
| イギリス       | イギリス海軍：ヘリ空母イラストリアス、駆逐艦D32デアリング · イギリス空軍：C-17輸送機 |
| 中国           | 中国人民解放軍海軍：病院船岱山島（和平方舟（Peace Ark））、揚陸艦崑崙山 |
| カナダ         | カナダ空軍：CC-177輸送機、CC-150輸送機、CH-146輸送ヘリx3 |
| オーストラリア | オーストラリア空軍：C-17A輸送機、C-130J輸送機 |
| 台湾           | 中華民国空軍：C-130輸送機x2 |
| 韓国           | 大韓民国空軍：C-130輸送機orCASA CN-235x2 |

### 赤十字
フィリピン赤十字は、支援金受け付けのための特設サイトを開設。赤十字国際委員会・国際赤十字赤新月社連盟（IFRC）や各国の赤十字社も、ウェブサイトを通じて支援金を募っている。

### 世界食糧計画
セブ国際空港を拠点に、タクロバンへの食料、および物流、通信支援物資の空輸を開始。ドバイから44 トンの高栄養ビスケットを空輸、さらに高栄養ビスケットや米などを追加で購入する資金200万USドルを緊急拠出。

### 日本

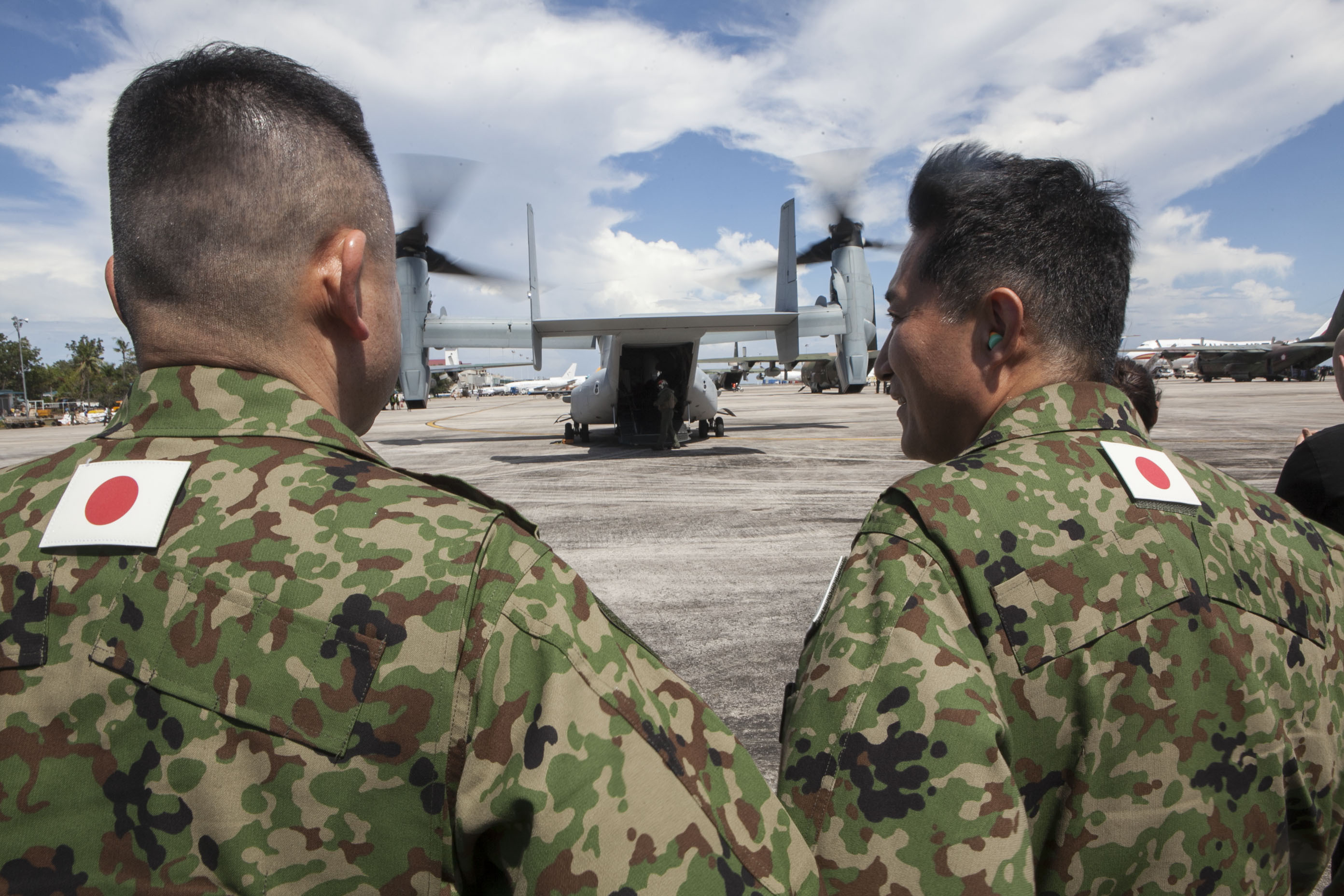
フィリピンのタクロバン空軍基地にて、アメリカ軍のオスプレイに乗り込む前の自衛官

11月10日、安倍晋三内閣総理大臣はベニグノ・アキノ大統領に対しお見舞いメッセージを送るとともに、どのような支援が具体的に必要かを把握するため、外務省と国際協力機構（JICA）の職員1人ずつによる調査チームを現地に派遣し、11日には国際緊急援助隊の医療チームを現地に派遣した。
11月12日には日本政府として1,000万ドル（約10億円）の緊急無償資金協力を決定。13日、内閣情報調査室は情報収集衛星の画像情報、公開情報等を集約した情報を基に作成したレイテ島の中心都市タクロバンから南約20キロ、東西約15キロの台風被害の被災状況推定地図のNGOなどの活動支援のため一般提供を開始した。
11月15日に外務省は追加的支援として、2,000万ドルの緊急無償資金協力を実施することを決定し、12日に発表済の1,000万ドルの支援と合わせ、計3,000万ドル（約30億円）の緊急無償資金協力を実施すると発表し、支援総額は約5210万ドル（約52.1億円）となると発表し、また、同日フィリピン在住の日本人複数名と連絡が取れていないため、職員をマニラに派遣した。同日、同じ台風30号による被害を受けたパラオ政府からの要請に基づき、国際協力機構（JICA）を通じて発電機やスリーピングパッドなど、200万円相当の緊急援助物資の供与を実施している。

#### サンカイ作戦

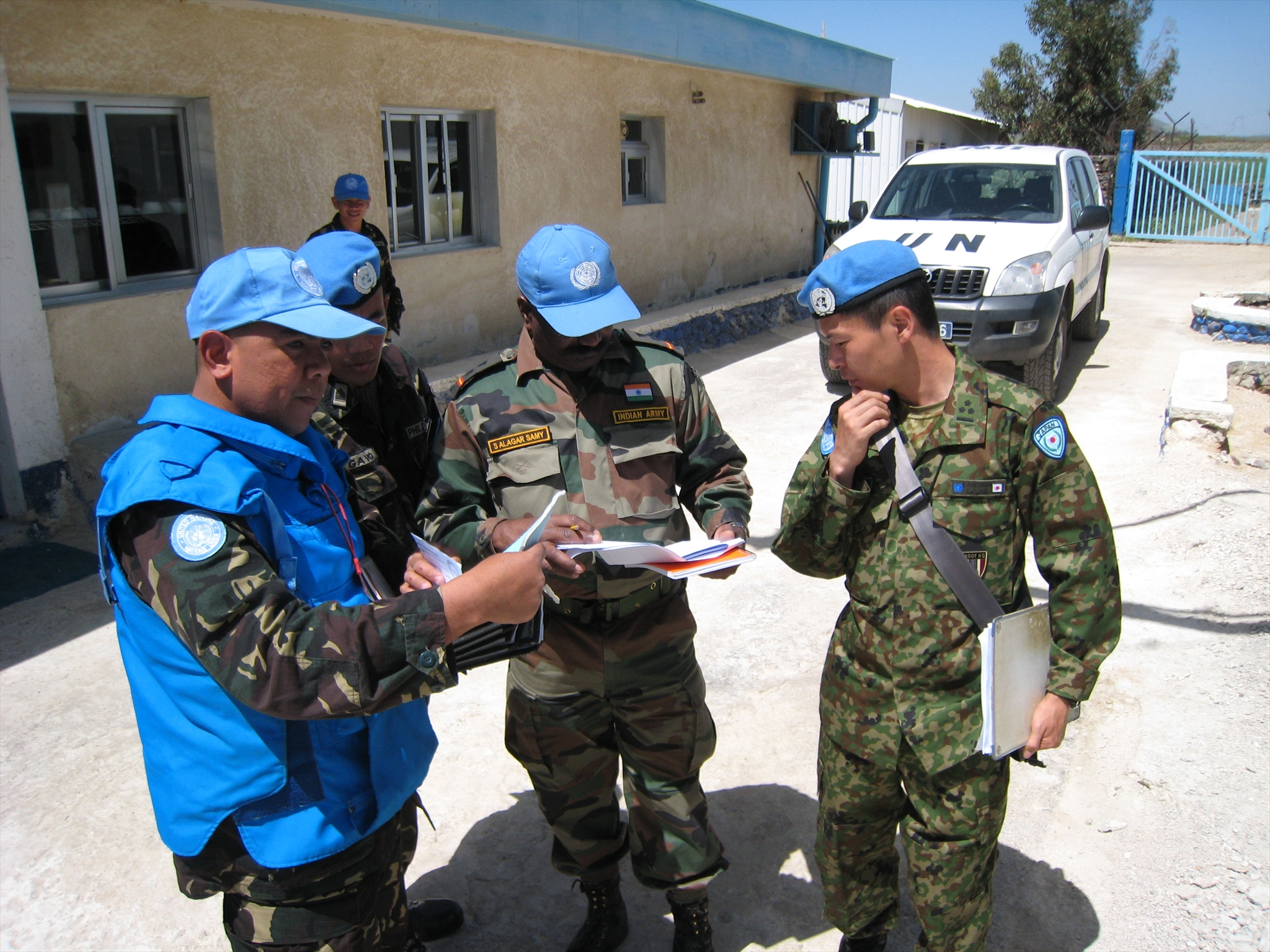
フィリピン軍と打ち合わせ中の自衛官

11月12日、防衛省はフィリピン政府の要請により、外務大臣からの自衛隊の部隊などによる国際緊急援助活動へ協力を求める協議をうけて、12日夜に自衛隊員2名が先遣調整係として派遣、13日にはフィリピン国際緊急援助隊として合計50名の派遣を決定し、物資輸送のための航空自衛隊の輸送機KC-767、C-130H各1機も空輸隊50名として近く派遣する方針を決定した。
13日午後、小野寺五典防衛大臣はフィリピン政府との調整が必要で決定はしていないが国際緊急援助隊として過去最大規模の自衛隊派遣となる1,000人規模で準備をさせていると表明。防衛省によると、当初、沖縄周辺海域で米軍と離島防衛訓練への参加を予定していた海上自衛隊の輸送艦「おおすみ」を演習から離脱させたほか、大型護衛艦「いせ」や補給艦「とわだ」、CH-47輸送ヘリ3機などを派遣に備え待機させているとした。
15日、防衛省は国際緊急援助活動の実施に関する自衛隊行動命令の一部を変更する行動命令を発出、派遣部隊を、防衛大臣直轄のフィリピン現地運用調整所と、自衛艦隊司令官の隷下に置かれるフィリピン国際緊急援助統合任務部隊の2部隊に再編成し、派遣部隊の定員を約50名から約1,180名に増員し、主要装備について、KC-767空中給油・輸送機2機、C-130H輸送機7機、U-4多用途支援機1機、CH-47輸送ヘリコプター及びUH-1多用途ヘリコプター各3機、輸送艦、護衛艦及び補給艦の計3隻を派遣し、医療活動等に加えて、防疫活動及び現地における救援物資等輸送を新たに任務にするとした。因み2011年に就役した「いせ」は今回、初の海外派遣となった。後日、一連の台風30号のフィリピンに対する国際援助活動について「サンカイ作戦」（サンカイ=ワライ語で友達）と呼ぶことを決定。
12月13日に防衛省は同作戦の終結命令を発出。同月18日まで物資空輸を実施し、期間中の活動実績として医療行為として2,646名を診察、11,924名をワクチン接種、95,600 平方メートルの防疫作業を実施。また、輸送任務として2,768名の被災者、2,900名の兵員やボランティアなどを輸送。さらに632.54 トンの物資を輸送し、同月20日をめどに撤収した。

#### アイキャン
20年間フィリピンで活動している日本のNGOアイキャンは、被害の最も激しい地域の一つであるレイテ島東部において、災害発生直後の11月12日から食料の提供を、各国のNGOや国際機関に先駆けて開始。その後、3000世帯以上の家や120教室以上の校舎の修復・建設等の大規模な救援・復興活動を行っている。

### アメリカ合衆国
バラク・オバマ大統領は「既に多くの人道支援を行なっているが、さらなる支援を行う用意がある」と表明し政府として2,000万ドルの拠出を決定。

#### オペレーション・ダマヤン

避難民を運ぶ海兵隊のHC-130輸送機（11月17日）

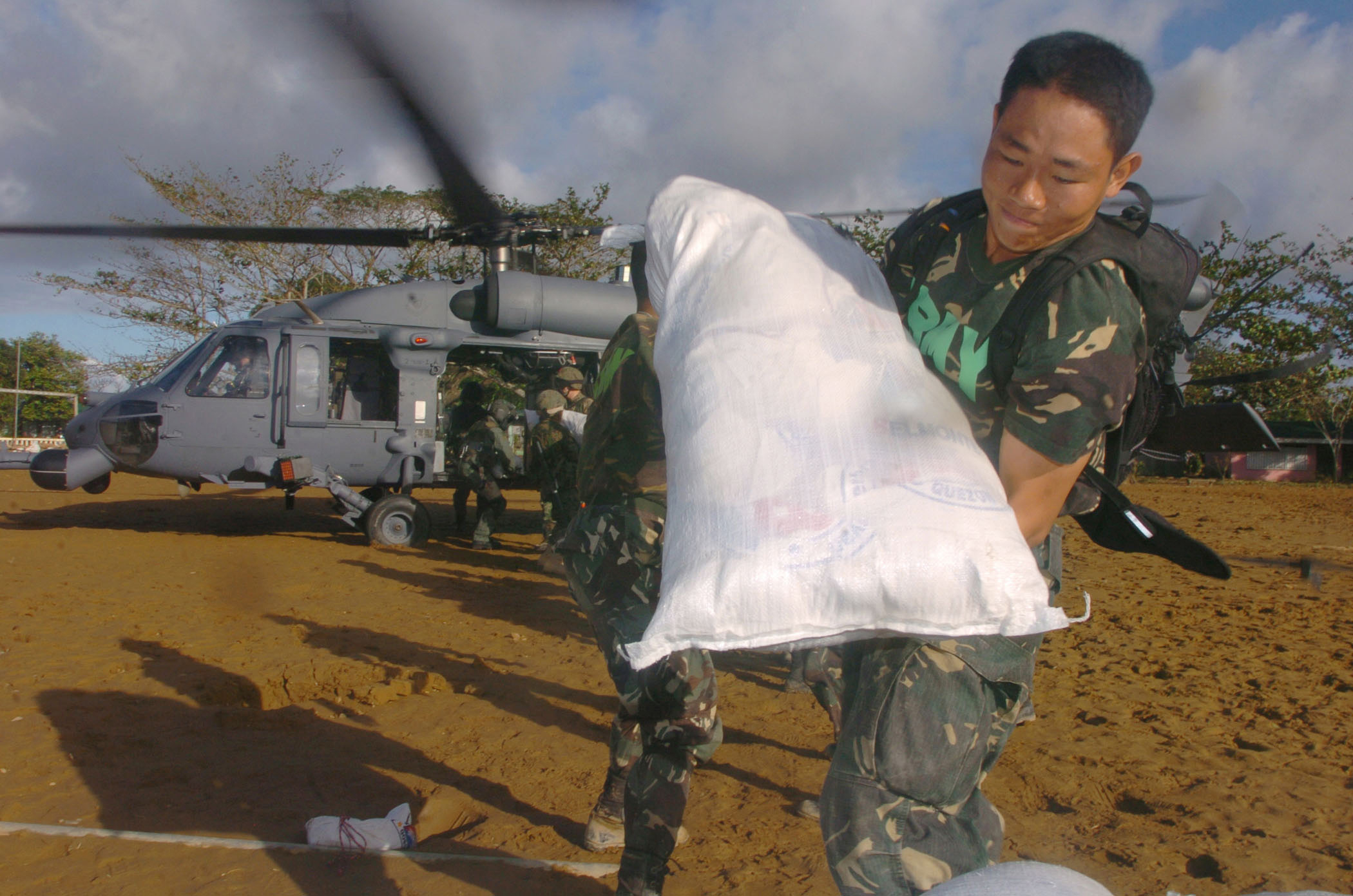
アメリカからの物資を運ぶフィリピン軍兵士

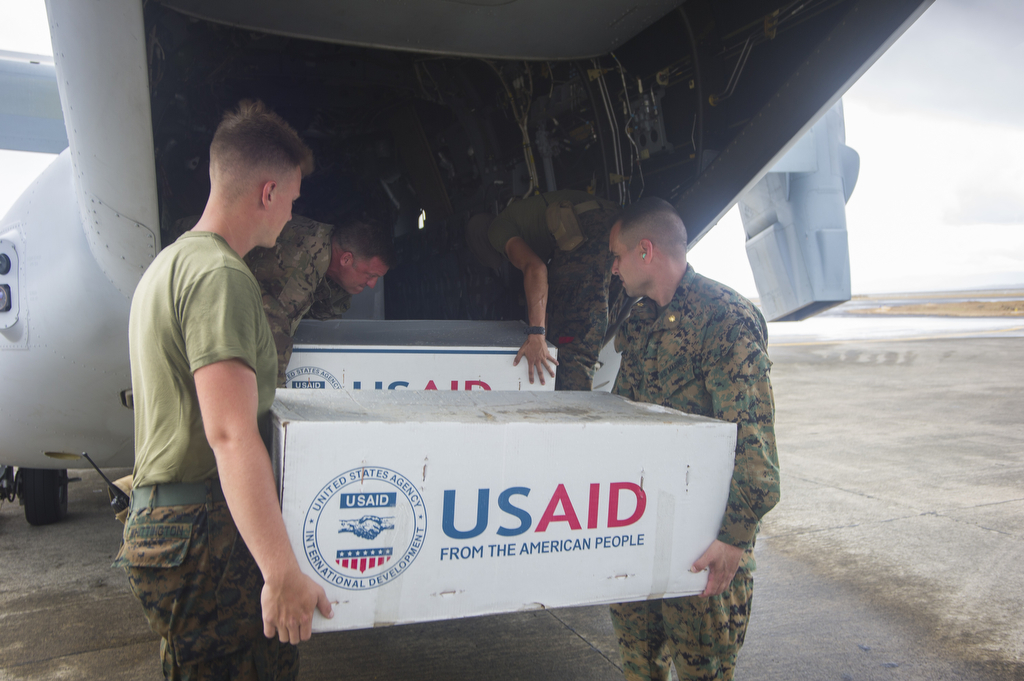
MV-22Bから物資を下ろす陸軍兵士

アメリカ政府はフィリピン政府と災害時の救援協定を結んでいたので、11月10日にはまず、沖縄・普天間飛行場から90名の海兵隊部隊と支援物資を搭載した2機のKC-130を派遣、追って1機のKC-130と4機のMV-22Bオスプレイも派遣され、現地で活動に入った。16日までには合計14機のオスプレイが投入され、クラーク空軍基地を拠点にして離島や離村部などへの救援物資の配布に従事している。
11日に国防総省のチャック・ヘーゲル長官は香港寄港中の空母「ジョージ・ワシントン」を中心とした部隊にフィリピンに急行し救援活動の支援を命じたと発表した。
12日、海軍当局者は長崎県の佐世保基地を母港とする揚陸艦「ジャーマンタウン」と「アシュランド」の増派を決めたと述べている。
アメリカ政府は今回の台風30号によるフィリピンの災害救援活動を東日本大震災規模での対応を行う方針を明言し、アメリカ軍と政府は今回の活動を「ダマヤン作戦（Operation Damayan）」（ダマヤン=タガログ語で相互）と呼ぶことを決定した。
13日フィリピンの現地米軍支援救難部隊のトップは現地拠点となっているタクロバン空港に夜間から照明や航空支援機器を設置し、24時間運用可能にして、道路や通信のインフラを整備して14日中に到着予定の空母機動部隊と協力して救難支援活動を本格的に開始すると述べている。更に増派として普天間基地からオスプレイ4機を追加、米海軍の保有するサンディエゴ母港の病院船｢マーシー｣を12月にはフィリピンに展開させ活動させる計画であったが11月末になり、他艦の現地活動により、当初予想より救援より復旧が必要と判断され、病院船の派遣は中止となっている。
14日に空母機動部隊はフィリピンに到着し活動を開始し、今回の活動はヘリコプター運用が中心となることから空母は固定翼艦載機（戦闘機、攻撃機など）の多くは厚木飛行場へ帰還させて機動部隊の他艦のヘリを含めた21機を中心に運用するとした。同日、米空軍は横田飛行場から1機のC-130Hをグアム・アンダーセン基地を経由して救援物資搭載後、フィリピンの被災地域へ向け出発したと発表。
22日には佐世保基地を出港後、沖縄ホワイト・ビーチで物資補給や人員積載のため経由した揚陸艦2隻がフィリピンに到着し、「ダマヤン作戦」の初期段階の交通インフラ整備などは一通り目処が付き、今後は生活、衛生面での支援に移行し、揚陸艦2隻を中心とした活動に移行できるとして、空母「ジョージ・ワシントン」を中心とした部隊はフィリピンの現地を離脱している。

### イギリス
11月11日英国政府は人道的支援としてはイギリス海軍がシンガポールに寄港していた海水飲料水化装置を装備している駆逐艦D32デアリングを派遣し、イギリス空軍はC-17輸送機を派遣し、政府は1,000万ポンド（約16億円相当）の救援物資を送ることを表明。11月14日インドを訪問中のキャメロン首相は現在湾岸地域で作戦任務中のヘリ空母「イラストリアス」をフィリピンへ急行させ11月24日に展開させ、救援活動を行うよう命令し、現在2,300万ポンド（約36.8億円相当の支援を行っていて更に増額する準備していて、先発して派遣した駆逐艦と輸送機は11月15日にもフィリピンへ到着し、活動を開始すると発言した。

### ロシア
ロシア非常事態省の救援隊と医師団をフィリピンに派遣。

### ドイツ
救援組織を現地に派遣するとともに、毛布やテントなどの救援物資25 トンを空輸。

### 中華民国・台湾
2機のC-130を派遣して食料など支援物資を提供するとともに20万米ドル（約2,000万円）を寄付。

### オーストラリア
約1,000万ドル（約9億3千万円）を拠出して防水シートや蚊帳などの物資を送るとともに災害対策の専門家4名を派遣。

### 欧州委員会
緊急支援として300万ユーロ（約4億円）を拠出。

### 韓国
韓国政府はフィリピンに対して500万米ドル（約5億円）の人道援助を決定。また被災地に緊急救助隊（KDRT）を派遣し、医療、救援活動を行うと発表。韓国には、独立以降、初となる外国出身の国会議員としてフィリピン生まれのイ・ジャスミンがセヌリ党に所属しており、フィリピン救援策を推進している。

### 中華人民共和国
中国共産党政府は義援金10万ドル（約1000万円）の提供を約束し、中国赤十字社も10万ドルを提供すると発表したが、中国の国際的影響力のある立場にしては援助の規模が小さいと国内外からの批判が出ていて、批判する意見の中には、南シナ海問題の最大の対立国である、フィリピンに対する意趣返しの意味合いがあるという意見もあり、中国政府は国内のナショナリストの意見と国際的な圧力により判断を変えないか注目されている。
当初、これらの批判に対し、中国共産党の人民日報は「恩知らず」と非難したため、国際的な批判はますます高まった。その後、1,000万元（約1億6,000万円）相当の救援物資を提供すると表明。さらに16日になって「緊急援助医療隊」派遣を決定、フィリピン政府との条件が整い次第、被災地へ向かう予定。11月19日になって、中華人民共和国外交部は中国人民解放軍海軍の病院船「岱山島（和平方舟（Peace Ark））」（排水量約23,000 トン）の派遣決定を発表し、21日には浙江省舟山の軍港を出港、24日にレイテ島沖に到着予定。22日には、中国メディアが更に病院船支援の名目で揚陸艦「崑崙山」（排水量約20,000 トン）を追加派遣予定と報道。

### 民間、団体、個人
日本では民間による義援金拠出の申し出が続出し、分かっているだけでもトヨタ自動車(2,300万円)、三菱商事(2,000万円）、住友商事、丸紅(1,500万円）、イオン、ブラザー工業(1,000万円)などでこれ以外にも日本航空は1,000万円の拠出と成田-マニラ間で公的機関による救援物資の輸送と一部の民間援助団体の渡航を無償で行うと発表し、利用客によるマイル寄付を募集すると発表。後日、全日本空輸も救援物資輸送と渡航の無償支援、マイル寄付募集を発表。セブン銀行も義援金の受付を発表するなど支援の流れが拡がっている。また、海運業界は、海外で運行する船の船員のうち、75%がフィリピン人で占めるなどフィリピンとの関係が強いため、独自に船員家族の安否の確認を進めている。また商船三井は義援金300万円を拠出し、日本郵船、川崎汽船とともに無償の支援物資の輸送などの活動を進めている。
米国では、NBAとNBA選手会が10日に国連児童基金(UNICEF)を通して25万ドル（約2,500万円）を寄付し、翌11日にも同額25万ドル（約2,500万円）をキリスト教精神の基づいた慈善団体の「ワールド・ビジョン」を通じて寄付、ほかにマイアミ・ヒートのスポルストラ監督は13日、母親の出身であるフィリピンに援助を行うとUNICEFを通じて発表。
NBAは、フィリピンでエキシビションマッチを行うなど、台風被災前から慈善活動をしていて、フィリピン国内でもバスケットボールの人気が高いことから、今回の支援に繋がった。
また、NPO団体が独自に活動を開始、救世軍が 災害対策チームが現地入りして被災者に食料や水、避難所などを提供しているほか、米国ユダヤ人共同配給委員会が、フィリピンや各国のユダヤ人社会と連携して救援物資を届ける活動を展開、また米国カトリック救援事業会も現地で生活必需品などの配布活動を展開するなどしている。
欧州ではエアバスがフィリピン航空へ納入予定だったエアバスA330-300型機を使用し、欧州内のNGOの救援物資を無償輸送した。
韓国でもキム・ヨナが、フィリピンの台風被災者に10万ドルをUNICEFを通して寄付した。
各国の通信業者の間では、義援金の他、フィリピン向けのSMSの送受信無料化や、送金手数料の無料化が進められている。
日本NGOでは、1994年からフィリピンで活動する認定NPO法人アジア日本相互交流センター (ICAN)が、災害発生4日後より継続して救援物資の提供をおこなっており、日々現地から報告が出されている。

## その他
- ポーランドの首都ワルシャワで始まった国連気候変動枠組み条約第19回締約国会議（COP19）でフィリピン政府代表団のサノ交渉官が台風30号により親族が被災し、多くの被災者が数日間食料を入手出来ていないことと温暖化による自然災害が増加は多くの関連性があり、この会議において、何らかの温暖化に対する意義のある枠組み合意が出来るまでは自発的に断食すると、ハンガーストライキを約17分涙ながらに訴え、演説後、会場内はおよそ一分間スタンディング・オベーションが続いた[119]。

- この台風のアジア名Haiyanは、この台風限りで使用中止となり、次順からは「バイルー（Bailu）」というアジア名が使用されることになった。